# Draba demareei
Draba demareei är en korsblommig växtart som beskrevs av Ira Loren Wiggins. Draba demareei ingår i släktet drabor, och familjen korsblommiga växter. Inga underarter finns listade i Catalogue of Life.